# Пінчук Руслан Григорович
Русла́н Григо́рович Пінчу́к — солдат Збройних Сил України, учасник російсько-української війни, що загинув у ході російського вторгнення в Україну в 2022 році.

## Життєпис
Руслан Пінчук народився 26 серпня 1988 року в селі Берестя (з 2020 року — Дубровицької міської громади) Сарненського району на Рівненщині. З початком повномасштабного російського вторгнення в Україну був мобілізований і перебував на передовій. Загинув 17 квітня 2022 року під час бойових дій у районі населеного пункту Співаківка Ізюмського району Харківської області. Поховали Руслана Пінчука 24 квітня 2022 року в селі Берестя Дубровицької міської громади.

## Нагороди
- Орден «За мужність» III ступеня (2022, посмертно) — за особисту мужність і самовіддані дії, виявлені у захисті державного суверенітету та територіальної цілісності України, вірність військовій присязі[4].